# Taranto (flamenco)
Il taranto è un palo del flamenco, originario di Almería e che discende dalla taranta, distinguendosi da questa che mantiene un certo compás (tempo), il quale permette il ballo essendo simile a quello della zambra. Questo cante proviene dalla zona mineraria di Almería, che portò il taranto ai canti delle miniere (cantes de las minas) (fandango, taranto e taranta)

## Inizio
Il taranto proviene dalla zona mineraria di Almería, e Pedro el Morato è considerato il suo creatore, sebbene bisogna menzionare anche Juan Martín, El Cabogatero (1810-1880), “della provincia di Almería /che fu il primo tarantero”. Frasquito Segura, El Ciego de la Playa, nato intorno al 1840 e che, già in età avanzata, mendicó per la capitale di Almería con la sua chitarra, lasciando il cante di Almería per gli stili più occidentali di Andalucía, avvicinandolo ai cantes di Levante. Anche bisogna citare Juan Abad Díaz, Chilares, nato nel 1868 nel quartiere almeriese di Zapillo.
"Al principio dovette cantare libre; dopo la chitarra venne ad unirsi a una serie di sfumature di cantes, apprendendo una serie di melismas, guadagnando in ritmo. Penso che fosse un cante spoglio per le sue motivazioni sociali, perciò non può qualificarsi come folclorico" Antonio Mairena

## Sviluppo e divulgazione
Le notti di cante flamenco della capitale almeriese tra il XIX secolo e XX furono accuratamente principalmente in tre caffè di cante: quello del Frailito, situato in piazza Santo Domingo, che era aperto al pubblico dal 1875, l'España, in calle Sebastián Pérez (oggi, General Rada), e il Lyon de Oro. Attualmente il circolo flamenco El taranto si incarica di mantenere viva la tradizione del cante di Almería.
Più tardi, l'influenza dei ballerini interpretando il taranto come ballo estese la sua popolarità. Si considera Carmen Amaya la madre del taranto come ballo, verso gli anni quaranta del XX secolo.
Il primo a definire il taranto come cante di minatori è Lafuente Alcántara nel suo Cante de Mineros del 1865, testimoniato così da questo testo di Almería:
Un fatto che influì molto nella sua riaffermazione e divulgazione fu quando nel 1904 Nuñez de Prado scrisse la più famosa copla tarantera che più tardi canterà e registrerà Manuel Torre:

## Relazioni del taranto con i cantes delle regioni limitrofe di Almería
Il taranto mantenne relazioni e arricchimento reciproco con stili provenienti dalla Murcia, tenendo come nesso di unione la vita in miniera e cantanti come Chilares e El Morato, che vissero tra Almería e Cartagena senza dimenticare Rojo El Alpargatero (Callosa del Segura, Alicante. 1847 – 1907) che visse gran parte dei suoi giorni ad Almería.
Ci furono interscambi anche  e influssi con Jaén e le terre di Linares e La Carolina, dove le genti delle miniere e i taranteros almeriesi frequentavano i cantanti (cantaores) di Jaén così importanti ed influenti come Basilio, el Tonto Linares, Los Heredia, El Bacalao, Luis Soriano, El Cabrerillo, avendo come trait d'union la ferrovia della miniera di Almería-Linares.
All'ovest, le relazioni con la regione malagueña denotano un importante trambusto flamenco avendo come risultato che nel 1881 il casinò di Almería contratta la cantante La Rubia, il che probabilmente esplica la grande influenza del cante del Ciego de la Playa nella malagueña del Canario, amante di La Rubia.
Come cosa curiosa possiamo parlare del fatto che Antonio Chacón, gran cantante della fine del XIX secolo e principi del XX e persona sistemata, che percorreva i territori andalusi apprendendo i differenti cantes delle distinte regioni venne ad Almería ad imparare i cantes della terra e finì per conoscere il taranto proprio da El Ciego de la Playa, personaggio d'Almería, mendicante e ruffiano della capitale. Fatto che si racconta nella storia di El Ciego de la Playa di Francisco Blanes García (Entrelíneas Editores).